# Duolajávrre
Duolajávrre (Tuolajaure) kan syfta på två små sjöar belägna mindre än två kilometer ifrån varandra i Jokkmokks kommun, Lappland, Sverige:
- Tuolajaure (Jokkmokks socken, Lappland, 739857-171764), sjö i Jokkmokks kommun, 66°36′36″N 20°42′56″Ö / 66.6101°N 20.7156°Ö (10,3 ha)
- Tuolajaure (Jokkmokks socken, Lappland, 740025-171556), sjö i Jokkmokks kommun, 66°37′28″N 20°40′32″Ö / 66.6244°N 20.6756°Ö